# Zgurić Brdo
Zgurić Brdo is een plaats in de gemeente Pokupsko in de Kroatische provincie Zagreb. De plaats telt 58 inwoners (2001).